# Ocotea javitensis
Ocotea javitensis là loài thực vật có hoa trong họ Nguyệt quế. Loài này được (Kunth) Pittier miêu tả khoa học đầu tiên năm 1945.